# Hrvatski Športski Klub Zrinjski Mostar
L'Hrvatski Športski Klub Zrinjski Mostar, abbreviato anche in HŠK Zrinjski Mostar ma meglio noto come Zrinjski Mostar, è una società calcistica bosniaca della città di Mostar. Milita nella Premijer Liga, la massima divisione del campionato bosniaco di calcio.
I suoi giocatori sono soprannominati Plemići ("gli aristocratici").

## Storia

### Fondazione
Nel 1896 alcuni membri della borghesia di Mostar ebbero l'idea di costituire una società sportiva chiamata Hrvatski sokol (Falco Croato). Ciò non era permesso all'epoca, ma nel 1905 alcuni giovani croati, guidati dal professor Kuštreb, riuscirono a fondarne una. Con l'aiuto del circolo culturale Hrvoje formarono la Đački športski klub (Club Sportivo Studentesco). Nel 1912 fu rinominata Gimnazijski nogometni klub Zrinjski (Zrinjski Ginnasio Football Club). Il nome fu un omaggio ad un'omonima e storica famiglia della locale nobiltà croata.
I primi match furono giocati contro l'Osman, una squadra di Sarajevo. Nel primo di essi il Zrinjski perse 3-0, mentre il secondo vide imporsi lo Zrinjski per 2-1.

### La lunga inattività
Dopo la Seconda guerra mondiale, il nuovo governo comunista che si insediò in Jugoslavia vietò qualsiasi nome, simbolo o associazione legata al regime ustascia filonazista. Di conseguenza il club venne soppresso per 47 anni, dal 1945 fino al 1992.

### La rinascita
Dopo che la Bosnia ed Erzegovina reclamò la propria indipendenza, il Zrinjski poté tornare ad operare. Ciò accadde nel 1992, a Međugorje, ma a causa dell'imminente guerra disputò essenzialmente partite amichevoli, soprattutto in Canada e in Germania. Nel 1994 il Zrinjski, insieme agli altri club bosniaci, diede vita alla FSBiH, la federazione calcistica bosniaca.
Nell'estate del 2000 prese parte per la prima volta ad una competizione UEFA, affrontando in Intertoto gli svedesi del Västra Frölunda IF. Dopo la sconfitta per 1-0 patita in Svezia, al ritorno i bosniaci si imposero per 3-2, risultato che non bastò ad assicurarsi la qualificazione.

### Gli anni 2000
Nel 2004-2005 il Zrinjski vinse il suo primo titolo nazionale. In Champions League furono eliminati a sorpresa nel primo turno preliminare dai lussemburghesi del F91 Dudelange.
Nel 2005-2006 si piazzò al terzo posto in campionato, assicurandosi un posto in Intertoto. Superarono il primo turno ai danni dei maltesi del Marsaxlokk, per poi essere eliminati al secondo turno dagli israeliani del Maccabi Petah Tiqwa.
Nel 2006-2007 terminarono al secondo posto, accedendo così in Coppa UEFA, dove vennero eliminati dal Partizan. I serbi, tuttavia, furono squalificati a causa di intemperanze da parte dei tifosi, cosicché il Zrinjski poté accedere al secondo turno, dove furono eliminati dai macedoni del Rabotnički.
Nel 2007-2008 si sono classificati quarti in campionato. La vittoria in Bosnian Cup, tuttavia, ha garantito loro l'accesso alla Coppa UEFA. Dopo aver superato il Vaduz nel primo turno preliminare, nel secondo turno vengono eliminati dai portoghesi dello Sporting Braga. Nel 2008-2009 vincono il secondo titolo nazionale.
Sono in UEFA Europa League nel 2010. Battono agilmente la compagine sammarinese di SP Tre Penne con un più che netto 13-3, ma nel turno seguente l'OB, squadra danese più esperta vince 5-3 l'andata e passa grazie al ritorno a reti bianche.
Nella stagione 2013-2014 vincono il terzo titolo nazionale, ripetendosi poi due stagioni più tardi.
Nel 2021-2022 la squadra rivince il campionato dopo quattro anni e l'anno dopo si aggiudica il campionato e, dopo quindici anni, la coppa nazionale. Nel 2023-2024, dopo essere stata eliminata nei turni preliminari di Europa League, si qualifica per i gironi di UEFA Europa Conference League, diventando la prima squadra bosniaca a giocare la fase a gironi di una competizione UEFA per club. Esordisce con una vittoria per 4-3 contro l'AZ Alkmaar.

## Palmarès

### Competizioni nazionali
- Campionato bosniaco: 9  (record)

2004-2005, 2008-2009, 2013-2014, 2015-2016, 2016-2017, 2017-2018, 2021-2022, 2022-2023, 2024-2025
- Coppa di Bosnia: 3

2007-2008, 2022-2023, 2023-2024

### Altri piazzamenti
- Campionato bosniaco:

Secondo posto: 2006-2007, 2018-2019, 2023-2024
Terzo posto: 1997-1998, 2005-2006, 2014-2015, 2019-2020
- Coppa di Bosnia:

Semifinalista: 2002-2003, 2004-2005, 2008-2009, 2009-2010, 2012-2013, 2013-2014, 2014-2015, 2019-2020

## Statistiche

### Statistiche nelle competizioni UEFA
| Competizione                  | Partecipazioni | G  | V  | N | P  | RF | RS |
| ----------------------------- | -------------- | -- | -- | - | -- | -- | -- |
| UEFA Champions League         | 8              | 18 | 3  | 6 | 9  | 11 | 25 |
| Coppa UEFA/UEFA Europa League | 9              | 37 | 17 | 8 | 12 | 64 | 53 |
| UEFA Europa Conference League | 3              | 18 | 7  | 2 | 9  | 20 | 26 |
| Coppa Intertoto UEFA          | 2              | 6  | 2  | 2 | 2  | 8  | 7  |

## Organico

### Rosa 2025-2026
Aggiornata al 9 luglio 2025.
| N. |                                 | Ruolo | Calciatore            |
| -- | ------------------------------- | ----- | --------------------- |
| 4  | Bosnia ed Erzegovina (bandiera) | D     | Hrvoje Barišić        |
| 5  | Bosnia ed Erzegovina (bandiera) | D     | Ilija Mašić           |
| 6  | Bosnia ed Erzegovina (bandiera) | D     | David Karačić         |
| 7  | Inghilterra (bandiera)          | A     | Tyler Burey           |
| 8  | Bosnia ed Erzegovina (bandiera) | A     | Milan Šikanjić        |
| 9  | Croazia (bandiera)              | A     | Leo Mikić             |
| 10 | Croazia (bandiera)              | A     | Tomislav Kiš          |
| 11 | Bosnia ed Erzegovina (bandiera) | A     | Nardin Mulahusejnović |
| 12 | Croazia (bandiera)              | D     | Petar Mamić           |
| 14 | Croazia (bandiera)              | C     | Ivan Posavec          |
| 16 | Bosnia ed Erzegovina (bandiera) | D     | Mateo Sušić           |
| 17 | Croazia (bandiera)              | D     | Ante Sušak            |
| 18 | Bosnia ed Erzegovina (bandiera) | P     | Goran Karačić         |
| 20 | Croazia (bandiera)              | C     | Antonio Ivančić       |

| N. |                                 | Ruolo | Calciatore                 |
| -- | ------------------------------- | ----- | -------------------------- |
| 21 | Bosnia ed Erzegovina (bandiera) | C     | Igor Savić                 |
| 22 | Croazia (bandiera)              | C     | Jakov Pranjić              |
| 23 | Austria (bandiera)              | C     | Stefano Surdanovic         |
| 27 | Serbia (bandiera)               | D     | Slobodan Jakovljević       |
| 40 | Croazia (bandiera)              | P     | Marin Ljubić               |
| 42 | Bosnia ed Erzegovina (bandiera) | C     | Marijan Ćavar              |
| 44 | Bosnia ed Erzegovina (bandiera) | D     | Toni Šunjić                |
| 50 | Bosnia ed Erzegovina (bandiera) | D     | Kerim Memija               |
| 55 | Croazia (bandiera)              | D     | Duje Dujmović              |
| 77 | Croazia (bandiera)              | A     | Karlo Abramović            |
| 80 | Bosnia ed Erzegovina (bandiera) | C     | Mihajlo Ševa               |
| 90 | Croazia (bandiera)              | A     | Toni Majić                 |
| 99 | Bosnia ed Erzegovina (bandiera) | A     | Nemanja Bilbija (capitano) |

### Rosa 2024-2025
Aggiornata al 10 gennaio 2025.
| N. |                                 | Ruolo | Calciatore         |
| -- | ------------------------------- | ----- | ------------------ |
| 1  | Bosnia ed Erzegovina (bandiera) | P     | Anis Sefo          |
| 2  | Croazia (bandiera)              | D     | Luka Marin         |
| 4  | Bosnia ed Erzegovina (bandiera) | D     | Hrvoje Barišić     |
| 5  | Macedonia del Nord (bandiera)   | C     | Besart Abdurahimi  |
| 6  | Bosnia ed Erzegovina (bandiera) | C     | Josip Ćorluka      |
| 7  | Bosnia ed Erzegovina (bandiera) | A     | Ivan Jukić         |
| 8  | Bosnia ed Erzegovina (bandiera) | C     | Damir Zlomislić    |
| 9  | Bosnia ed Erzegovina (bandiera) | A     | Franko Sabljić     |
| 10 | Croazia (bandiera)              | A     | Tomislav Kiš       |
| 11 | Croazia (bandiera)              | A     | Nikola Marić       |
| 12 | Bosnia ed Erzegovina (bandiera) | P     | Antonio Soldo      |
| 14 | Croazia (bandiera)              | C     | Andrija Balić      |
| 15 | Croazia (bandiera)              | D     | Stipe Radić        |
| 17 | Croazia (bandiera)              | A     | Matija Malekinušić |
| 19 | Bosnia ed Erzegovina (bandiera) | C     | Tarik Ramić        |
| 20 | Croazia (bandiera)              | C     | Antonio Ivančić    |
| 22 | Bosnia ed Erzegovina (bandiera) | C     | Aldin Hrvanović    |

| N. |                                 | Ruolo | Calciatore                 |
| -- | ------------------------------- | ----- | -------------------------- |
| 23 | Serbia (bandiera)               | C     | Stefano Surdanovic         |
| 24 | Croazia (bandiera)              | A     | Petar Mišić                |
| 25 | Croazia (bandiera)              | A     | Mario Ćuže                 |
| 26 | Croazia (bandiera)              | C     | Filip Bradarić             |
| 27 | Serbia (bandiera)               | D     | Slobodan Jakovljević       |
| 29 | Bosnia ed Erzegovina (bandiera) | A     | Antonio Prskalo            |
| 35 | Croazia (bandiera)              | P     | Marko Marić                |
| 42 | Croazia (bandiera)              | C     | Luka Lukanić               |
| 44 | Croazia (bandiera)              | D     | Ivica Batarelo             |
| 50 | Bosnia ed Erzegovina (bandiera) | D     | Kerim Memija               |
| 55 | Israele (bandiera)              | P     | Omer Nir'on                |
| 70 | Croazia (bandiera)              | D     | Marin Magdić               |
| 91 | Croazia (bandiera)              | D     | Mario Tičinović            |
| 93 | Bosnia ed Erzegovina (bandiera) | C     | Zvonimir Kožulj            |
| 95 | Croazia (bandiera)              | D     | Matej Senić                |
| 99 | Bosnia ed Erzegovina (bandiera) | A     | Nemanja Bilbija (capitano) |

### Rosa 2023-2024
Aggiornata al 22 marzo 2024.
| N. |                                 | Ruolo | Calciatore         |
| -- | ------------------------------- | ----- | ------------------ |
| 1  | Bosnia ed Erzegovina (bandiera) | P     | Anis Sefo          |
| 2  | Croazia (bandiera)              | D     | Luka Marin         |
| 4  | Bosnia ed Erzegovina (bandiera) | D     | Hrvoje Barišić     |
| 5  | Macedonia del Nord (bandiera)   | C     | Besart Abdurahimi  |
| 6  | Bosnia ed Erzegovina (bandiera) | C     | Josip Ćorluka      |
| 7  | Bosnia ed Erzegovina (bandiera) | A     | Ivan Jukić         |
| 8  | Bosnia ed Erzegovina (bandiera) | C     | Damir Zlomislić    |
| 9  | Bosnia ed Erzegovina (bandiera) | A     | Franko Sabljić     |
| 10 | Croazia (bandiera)              | A     | Tomislav Kiš       |
| 11 | Croazia (bandiera)              | A     | Nikola Marić       |
| 12 | Bosnia ed Erzegovina (bandiera) | P     | Antonio Soldo      |
| 14 | Croazia (bandiera)              | C     | Andrija Balić      |
| 15 | Croazia (bandiera)              | D     | Stipe Radić        |
| 17 | Croazia (bandiera)              | A     | Matija Malekinušić |
| 19 | Bosnia ed Erzegovina (bandiera) | C     | Tarik Ramić        |
| 20 | Croazia (bandiera)              | C     | Antonio Ivančić    |
| 22 | Bosnia ed Erzegovina (bandiera) | C     | Aldin Hrvanović    |

| N. |                                 | Ruolo | Calciatore                 |
| -- | ------------------------------- | ----- | -------------------------- |
| 23 | Bosnia ed Erzegovina (bandiera) | C     | Mato Stanić                |
| 24 | Croazia (bandiera)              | A     | Petar Mišić                |
| 25 | Croazia (bandiera)              | A     | Mario Ćuže                 |
| 26 | Croazia (bandiera)              | C     | Filip Bradarić             |
| 27 | Serbia (bandiera)               | D     | Slobodan Jakovljević       |
| 29 | Bosnia ed Erzegovina (bandiera) | A     | Antonio Prskalo            |
| 35 | Croazia (bandiera)              | P     | Marko Marić                |
| 42 | Croazia (bandiera)              | C     | Luka Lukanić               |
| 44 | Croazia (bandiera)              | D     | Ivica Batarelo             |
| 50 | Bosnia ed Erzegovina (bandiera) | D     | Kerim Memija               |
| 55 | Israele (bandiera)              | P     | Omer Nir'on                |
| 70 | Croazia (bandiera)              | D     | Marin Magdić               |
| 91 | Croazia (bandiera)              | D     | Mario Tičinović            |
| 93 | Bosnia ed Erzegovina (bandiera) | C     | Zvonimir Kožulj            |
| 95 | Croazia (bandiera)              | D     | Matej Senić                |
| 99 | Bosnia ed Erzegovina (bandiera) | A     | Nemanja Bilbija (capitano) |

### Rosa 2019-2020
Aggiornata al 21 agosto 2019.
| N. |                                 | Ruolo | Calciatore              |
| -- | ------------------------------- | ----- | ----------------------- |
| 1  | Croazia (bandiera)              | P     | Ivan Brkić              |
| 3  | Bosnia ed Erzegovina (bandiera) | D     | Renato Gojković         |
| 4  | Croazia (bandiera)              | C     | Ivan Čurjurić           |
| 6  | Bosnia ed Erzegovina (bandiera) | D     | Jasmin Čeliković        |
| 7  | Croazia (bandiera)              | C     | Frane Čirjak            |
| 8  | Bosnia ed Erzegovina (bandiera) | C     | Damir Zlomislić         |
| 10 | Croazia (bandiera)              | C     | Damir Šovšić            |
| 12 | Bosnia ed Erzegovina (bandiera) | P     | Antonio Soldo           |
| 14 | Croazia (bandiera)              | C     | Andrija Balić           |
| 15 | Croazia (bandiera)              | D     | Tomislav Barbarić       |
| 16 | Bosnia ed Erzegovina (bandiera) | D     | Pero Stojkić (capitano) |
| 17 | Bosnia ed Erzegovina (bandiera) | D     | Tomislav Barišić        |
| 18 | Croazia (bandiera)              | D     | Dario Rugašević         |
| 22 | Bosnia ed Erzegovina (bandiera) | P     | Kenan Topolović         |

| N. |                                 | Ruolo | Calciatore           |
| -- | ------------------------------- | ----- | -------------------- |
| 24 | Croazia (bandiera)              | A     | Ivan Lendrić         |
| 25 | Croazia (bandiera)              | C     | Filip Bradarić       |
| 27 | Serbia (bandiera)               | D     | Slobodan Jakovljević |
| 32 | Bosnia ed Erzegovina (bandiera) | A     | Kristijan Stanić     |
| 33 | Croazia (bandiera)              | A     | Marko Bencun         |
| 44 | Bosnia ed Erzegovina (bandiera) | C     | Edin Rustemović      |
| 77 | Montenegro (bandiera)           | C     | Staniša Mandić       |
| 91 | Croazia (bandiera)              | D     | Mario Tičinović      |
| 97 | Bosnia ed Erzegovina (bandiera) | D     | Advan Kadušić        |
| 99 | Bosnia ed Erzegovina (bandiera) | C     | Miljan Govedarica    |
|    | Bosnia ed Erzegovina (bandiera) | P     | Vogin Savić          |
|    | Bosnia ed Erzegovina (bandiera) | D     | Marko Crnov          |
|    | Nigeria (bandiera)              | C     | Anoruo Uche          |

### Rosa 2018-2019
Aggiornata al 31 marzo 2019.
| N. |                                 | Ruolo | Calciatore              |
| -- | ------------------------------- | ----- | ----------------------- |
| 1  | Croazia (bandiera)              | P     | Ivan Brkić              |
| 3  | Bosnia ed Erzegovina (bandiera) | D     | Renato Gojković         |
| 4  | Croazia (bandiera)              | C     | Ivan Čurjurić           |
| 5  | Bosnia ed Erzegovina (bandiera) | D     | Marin Galić             |
| 6  | Croazia (bandiera)              | C     | Hrvoje Barišić          |
| 7  | Croazia (bandiera)              | C     | Frane Čirjak            |
| 8  | Serbia (bandiera)               | A     | Miloš Aćimović          |
| 9  | Serbia (bandiera)               | A     | Dalibor Veselinović     |
| 10 | Bosnia ed Erzegovina (bandiera) | C     | Samir Bekrić            |
| 11 | Bosnia ed Erzegovina (bandiera) | A     | Nermin Hajdarević       |
| 12 | Bosnia ed Erzegovina (bandiera) | P     | Antonio Soldo           |
| 13 | Bosnia ed Erzegovina (bandiera) | C     | Semir Pezer             |
| 14 | Norvegia (bandiera)             | A     | Eman Markovic           |
| 16 | Bosnia ed Erzegovina (bandiera) | D     | Pero Stojkić (capitano) |
| 18 | Croazia (bandiera)              | D     | Dario Rugašević         |
| 21 | Bosnia ed Erzegovina (bandiera) | C     | Marko Perišić           |

| N. |                                 | Ruolo | Calciatore           |
| -- | ------------------------------- | ----- | -------------------- |
| 22 | Bosnia ed Erzegovina (bandiera) | P     | Vasilije Kolak       |
| 27 | Serbia (bandiera)               | D     | Slobodan Jakovljević |
| 32 | Bosnia ed Erzegovina (bandiera) | A     | Kristijan Stanić     |
| 33 | Croazia (bandiera)              | A     | Marko Bencun         |
| 44 | Bosnia ed Erzegovina (bandiera) | C     | Edin Rustemović      |
| 55 | Serbia (bandiera)               | C     | Miloš Filipović      |
| 66 | Croazia (bandiera)              | C     | Damir Šovšić         |
| 88 | Bosnia ed Erzegovina (bandiera) | A     | Amer Bekić           |
| 93 | Bosnia ed Erzegovina (bandiera) | C     | Abid Mujagić         |
| 97 | Bosnia ed Erzegovina (bandiera) | D     | Advan Kadušić        |
| –  | Bosnia ed Erzegovina (bandiera) | D     | Nikola Rodin         |
| –  | Bosnia ed Erzegovina (bandiera) | C     | Igor Savić           |
| –  | Bosnia ed Erzegovina (bandiera) | D     | Ivor Krešić          |
| –  | Bosnia ed Erzegovina (bandiera) | A     | Anes Mašić           |
| –  | Croazia (bandiera)              | D     | Tomislav Barbarić    |
| –  | Montenegro (bandiera)           | A     | Staniša Mandić       |

### Rosa 2017-2018
| N. |                                 | Ruolo | Calciatore              |
| -- | ------------------------------- | ----- | ----------------------- |
| 5  | Bosnia ed Erzegovina (bandiera) | C     | Marin Galić             |
| 7  | Croazia (bandiera)              | C     | Frane Čirjak            |
| 8  | Croazia (bandiera)              | C     | Mate Pehar              |
| 9  | Bosnia ed Erzegovina (bandiera) | D     | Mario Barić             |
| 11 | Croazia (bandiera)              | C     | Toni Jović              |
| 12 | Bosnia ed Erzegovina (bandiera) | P     | Krešimir Bandić         |
| 13 | Bosnia ed Erzegovina (bandiera) | A     | Semir Pezer             |
| 15 | Bosnia ed Erzegovina (bandiera) | D     | Neven Laštro            |
| 16 | Bosnia ed Erzegovina (bandiera) | D     | Pero Stojkić (capitano) |
| 17 | Bosnia ed Erzegovina (bandiera) | C     | Ognjen Todorović        |
| 19 | Bosnia ed Erzegovina (bandiera) | C     | Salko Jazvin            |

| N. |                                 | Ruolo | Calciatore            |
| -- | ------------------------------- | ----- | --------------------- |
| 21 | Bosnia ed Erzegovina (bandiera) | A     | Marko Perišić         |
| 22 | Bosnia ed Erzegovina (bandiera) | P     | Kenan Pirić           |
| 25 | Bosnia ed Erzegovina (bandiera) | A     | Nardin Mulahusejnović |
| 27 | Serbia (bandiera)               | D     | Slobodan Jakovljević  |
| 32 | Croazia (bandiera)              | D     | Matija Katanec        |
| 33 | Croazia (bandiera)              | D     | Tonći Kukoč           |
| 42 | Bosnia ed Erzegovina (bandiera) | C     | Marijan Ćavar         |
| 55 | Serbia (bandiera)               | C     | Miloš Filipović       |
| 77 | Bosnia ed Erzegovina (bandiera) | A     | Momčilo Mrkaić        |
| 99 | Bosnia ed Erzegovina (bandiera) | A     | Nemanja Bilbija       |
| –– | Croazia (bandiera)              | C     | Hrvoje Barišić        |

## Allenatori
| Nome               | Nazionalità                     | Periodo   |
| ------------------ | ------------------------------- | --------- |
| Miroslav Kordić    | Bosnia ed Erzegovina (bandiera) | 1994      |
| Jozo Zelenika      | Bosnia ed Erzegovina (bandiera) | 1995      |
| Mirko Gašić        | Bosnia ed Erzegovina (bandiera) | 1995      |
| Franjo Vladić      | Bosnia ed Erzegovina (bandiera) | 1995-1996 |
| Mirko Gašić        | Bosnia ed Erzegovina (bandiera) | 1996      |
| Miroslav Kordić    | Bosnia ed Erzegovina (bandiera) | 1996      |
| Žarko Barbarić     | Bosnia ed Erzegovina (bandiera) | 1997      |
| Franjo Džidić      | Bosnia ed Erzegovina (bandiera) | 1997-1998 |
| Blaž Slišković     | Bosnia ed Erzegovina (bandiera) | 1998-1999 |
| Dalibor Cvitanović | Bosnia ed Erzegovina (bandiera) | 1999-2000 |
| Vladimir Skočajić  | Bosnia ed Erzegovina (bandiera) | 2000      |
| Vjeran Simunić     | Croazia (bandiera)              | 2001      |
| Ivica Barbarić     | Bosnia ed Erzegovina (bandiera) | 2001-2003 |
| Franjo Džidić      | Bosnia ed Erzegovina (bandiera) | 2003      |
| Stjepan Deverić    | Croazia (bandiera)              | 2003-2004 |
| Franjo Džidić      | Bosnia ed Erzegovina (bandiera) | 2004-2005 |
| Blaž Slišković     | Bosnia ed Erzegovina (bandiera) | 2005-2007 |
| Dragan Jović       | Bosnia ed Erzegovina (bandiera) | 2007-2010 |
| Marijan Bloudek    | Slovenia (bandiera)             | 2010      |

| Nome               | Nazionalità                     | Periodo   |
| ------------------ | ------------------------------- | --------- |
| Slaven Musa        | Bosnia ed Erzegovina (bandiera) | 2010-2012 |
| Draženko Bogdan    | Bosnia ed Erzegovina (bandiera) | 2012      |
| Dragan Perić       | Bosnia ed Erzegovina (bandiera) | 2012-2013 |
| Branko Karačić     | Croazia (bandiera)              | 2013-2014 |
| Mišo Krstičević    | Croazia (bandiera)              | 2015      |
| Vinko Marinović    | Bosnia ed Erzegovina (bandiera) | 2015-2016 |
| Ivica Barbarić     | Bosnia ed Erzegovina (bandiera) | 2017      |
| Blaž Slišković     | Bosnia ed Erzegovina (bandiera) | 2017-2018 |
| Ante Miše          | Croazia (bandiera)              | 2018      |
| Blaž Slišković     | Bosnia ed Erzegovina (bandiera) | 2018-2019 |
| Hari Vukas         | Croazia (bandiera)              | 2019      |
| Nenad Gagro        | Bosnia ed Erzegovina (bandiera) | 2019      |
| Mladen Žižović     | Bosnia ed Erzegovina (bandiera) | 2019-2020 |
| Sergej Jakirović   | Bosnia ed Erzegovina (bandiera) | 2020-2022 |
| Krunoslav Rendulić | Croazia (bandiera)              | 2022-2023 |
| Mario Ivanković    | Croazia (bandiera)              | 2023-2024 |
| Željko Petrović    | Montenegro (bandiera)           | 2024      |
| Mario Ivanković    | Croazia (bandiera)              | 2024-oggi |